# یاتسک کاژیمیرسکی
یاتسک کاژیمیرسکی (انگلیسی: Jacek Kazimierski؛ زادهٔ ۱۷ اوت ۱۹۵۹) بازیکن فوتبال اهل لهستان است.
از باشگاه‌هایی که در آن بازی کرده‌است می‌توان به باشگاه فوتبال المپیاکوس، باشگاه فوتبال خنت، و باشگاه فوتبال لگیا ورشو اشاره کرد.
وی همچنین در تیم ملی فوتبال لهستان بازی کرده‌است.